# Giro vago
Giro Vago è un  album raccolta del gruppo musicale folk rock Kalamu, pubblicato nel 2012 contenente canzoni dei loro precedenti album e 3 brani inediti.
Le 13 tracce edite sono state riarrangiate e registrate tra i mesi di febbraio e marzo del 2012.

## Tracce
1. Calafrica – 3:52
2. Cultura popolare – 4:17
3. Una strana canzone racconta (inedito) – 3:45
4. A sud – 4:01
5. 1.2..3 rivoluzione – 5:01
6. L'acqua fa male – 4:39
7. Cammina – 4:20
8. Bevo alla vita – 4:06
9. Ma che ci vuole (inedito) – 4:05
10. Fortuna – 5:45
11. Insieme ce la faremo – 4:14
12. Luna luna – 3:53
13. Io voglio – 3:53
14. Ciaula – 3:03
15. Vicino a casa mia (inedito) – 3:08
16. Sangue avvelenato – 3:41

## Formazione
- Irene Cantisani - voce e  flauto
- Paolo Farace - chitarra acustica, chitarra battente armonica e kazoo
- Francesco Errico - basso e cori
- Armando Frangella - violino, fisarmonica, tastiere, sintetizzatori e pianoforte
- Luigi Sgamba - chitarra elettrica, campionamenti ed effetti
- Andrea Leopardi - batteria ,  campionamenti ed effetti